# 一人のメリークリスマス
『一人のメリークリスマス』（ひとりのメリークリスマス）は、エイジアエンジニアの6枚目のシングル。

## 収録曲
1. 一人のメリークリスマス (5:54)
  - 作詞：エイジアエンジニア　作曲：U.S.B 2.0

TBS系「CDTV」12月度オープニング・テーマ
2. addiction (4:28)
  - 作詞：エイジアエンジニア　作曲：U.S.B 2.
3. 江戸リバーヴ (5:22)
  - 作詞：エイジアエンジニア　作曲：朝本浩文
4. 一人のメリークリスマス(Instrumental) (5:52)
5. addiction(Instrumental) (4:28)
6. 江戸リバーヴ(Instrumental) (5:21)